# E. 1999 Eternal
"E. 1999 Eternal" is een album van de Amerikaanse rap groep Bone Thugs-N-Harmony. Het album verkocht meer dan 6 miljoen keer in de VS en 10 miljoen keer wereldwijd. De eerste single en video was "1st Of Tha Month". De tweede single en video was "East 1999". De derde single was "Tha Crossroads".

## Nummerlijst
1. "Da Introduction"
2. "East 1999"
3. "Eternal"
4. "Crept And We Came"
5. "Down '71 (The Getaway)"
6. "Mr. Bill Collector"
7. "Budsmokers Only"
8. "Crossroad" / "Tha Crossroads (D.J. U-Neek's Mo Thug Remix)"
9. "Me Killa"
10. "Land of Tha Heartless"
11. "No Shorts, No Losses"
12. "1st Of Tha Month"
13. "Buddah Lovaz"
14. "Die Die Die"
15. "Mr. Ouija 2"
16. "Mo' Murda"
17. "Shotz To Tha Double Glock"